# Еннера
Еннера — великий античний гребний військовий корабель, відомий з IV століття до н. е. Розмірами трохи більше пентери (квінкверема). Як саме розташовувалися веслярі на гексері, невідомо, але швидше за все по два веслярі на три ряди весел або (менш імовірно) — по три веслярі на два ряди весел .
Що стосується розмірів, то судячи з текстів античних джерел, ударну основу військового флоту становили трієри (триреми), які були наймасовішими (пізніше також масовими були квадриреми). Пентери з'явилися пізніше, були більшого розміру і виконували роль флагманів. Ще більшого розміру були гексери й еннери.
Озброєння могли становити скорпіони і балісти — до 12 метальних машин. Конструктивно і зовні еннери нагадували римські гексери і децимреми. На римській або грецькій гексері було по два ряди весел, на кожному веслі сиділи по три веслярі.
Виглядали як збільшені копії звичайних кораблів, вони рухалися і маневрували повільно, але мали міцну конструкцію. Як випливає з цих характеристик, вони не могли скористатися допущеною противником тактичною помилкою. Замість цього вони робили ставку на свої просторі палуби, де вміщувалося велика кількість воїнів і далекобійних знарядь. Обстріл і абордаж стали основними прийомами ведення бою для цих кораблів, як і в морських боях ранньої античності.